# Симес, Льямиль
Льями́ль Си́мес (исп. Llamil Simes; 20 января 1923, Кордова — 20 февраля 1980) — аргентинский футболист, нападающий.

## Карьера
Льямиль Симес начал карьеру в клубе «Сан-Лоренсо» из родного города Кордова, там же он получил своё прозвище «Турок». В 1943 году Льямиль перешёл в «Уракан», приглашённый для замены Эмилио Бальдонедо. За клуб он провёл 107 матчей и забил 47 голов. В 1948 году Симис перешёл в «Расинг», купивший его вместе с партнёрами по команде Хуаном Карлосом Сальвини и Норберто Мендесом и отдавший помимо денежной суммы пять своих футболистов. В 1949 году Льямиль стал лучшим бомбардиром аргентинского чемпионата с 26 голами. На следующий год клуб пригласил на роль главного тренера команды Гильермо Стабиле, бывшего наставник Норберто в «Уракане» и сборной Аргентине. Под его руководством «Расинг» выиграл три подряд чемпионата Аргентины, впервые в истории аргентинского профессионального футбола. Симес играл в центре атаки вместе с Марио Бойе, пришедшим в 1950 году, справа играл Эсра Суэд, а слева Норберто Мендес. 3 сентября 1950 года Симес забил первый гол в истории стадиона Хуан Доминго Перон, поразив ворота «Велес Сарсфилд». Также Льямиль забил курьёзный гол, когда партнёр Бойе ударил по воротам, а мяч попал Симесу, который зажмурил глаза в этот момент, в голову и угодил в сетку. Завершил карьеру Симес в клубе «Тигре». Позже он работал главным тренером «Сан-Лоренсо», «Бельграно», а в 1971 году являлся ассистентом Умберто Маскио в «Расинге».

## Статистика
| Сезон | Команда             | Турнир  | Игры | Голы |
| ----- | ------------------- | ------- | ---- | ---- |
| 1943  | Уракан              | Примера | 15   | 2    |
| 1944  | Уракан              | Примера | 8    | 1    |
| 1945  | Уракан              | Примера | 27   | 15   |
| 1946  | Уракан              | Примера | 14   | 8    |
| 1947  | Уракан              | Примера | 29   | 13   |
| 1948  | Расинг (Авельянеда) | Примера | 25   | 19   |
| 1949  | Расинг (Авельянеда) | Примера | 31   | 26   |
| 1950  | Расинг (Авельянеда) | Примера | 31   | 19   |
| 1951  | Расинг (Авельянеда) | Примера | 31   | 15   |
| 1952  | Расинг (Авельянеда) | Примера | 20   | 10   |
| 1953  | Расинг (Авельянеда) | Примера | 18   | 6    |
| 1954  | Расинг (Авельянеда) | Примера | 19   | 8    |
| 1955  | Расинг (Авельянеда) | Примера | 4    | 1    |
| 1956  | Тигре               | Примера | 17   | 8    |

## Достижения

### Командные
- Чемпионат Аргентины: 1949, 1950, 1951

### Личные
- Лучший бомбардир чемпионата Аргентины: 1949 (26 голов)